# Jean-Eugène Clary
Pour les articles homonymes, voir Clary.
Jean-Eugène Clary, dit Eugène Clary, né à Paris le 10 juin 1856 et mort au Petit-Andely le 1er janvier 1929, est un peintre paysagiste français.

## Biographie
Élève de César De Cock, il expose la première fois au Salon de 1878, puis aux Salons de la Société nationale des beaux-arts et au Salon des artistes français. Il obtient une médaille de bronze à l'Exposition universelle de 1900 à Paris. Il suit les dissidents qui fondent le Salon de la Société nationale des beaux-arts, dont il est associé en 1890, puis sociétaire en 1920.
Il peint de nombreux paysages normands et plusieurs de ses tableaux sont conservés au musée d'Art et d'Histoire de Lisieux et au musée Nicolas-Poussin aux Andelys, où il finit sa vie.

## Collections publiques

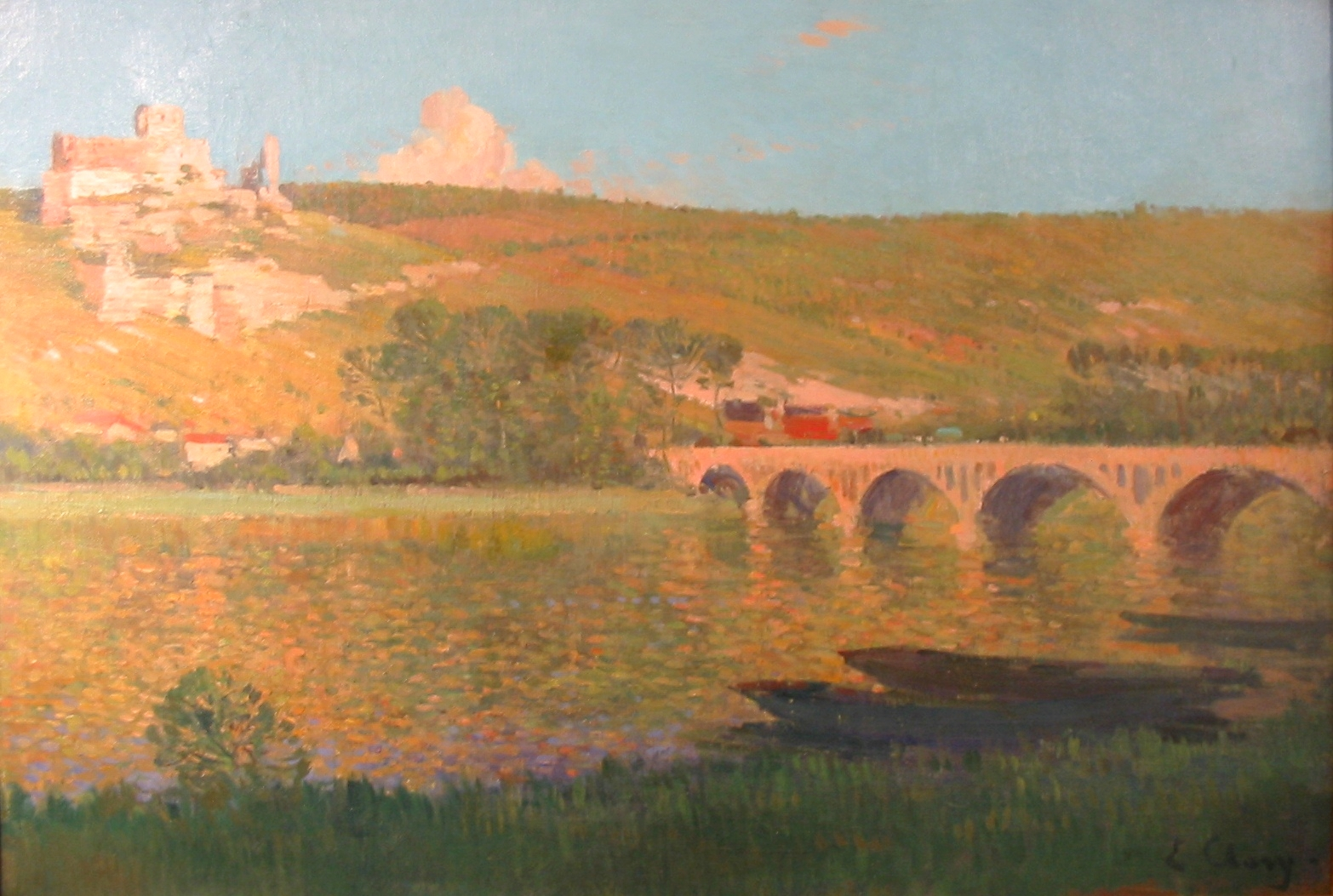
La Seine et Château-Gaillard, Les Andelys, musée Nicolas-Poussin.

- Les Andelys, musée Nicolas-Poussin : La Seine et le Château-Gaillard, huile sur toile
- Lisieux, musée d'Art et d'Histoire : 
  - Place Pigalle, huile sur toile
- Louviers, musée municipal : 
  - Le Port-Morin (Eure), huile sur toile [3]
  - Le Pont des Andelys, huile sur toile  [4]
  - Le Quai au Petit-Andely, huile sur toile [5]
- Paris, musée d'Orsay : Suzanne Valadon à vingt ans, vers 1887, huile sur toile[6]